# كينجي مارويوما
كينجي مارويوما (باليابانية: 丸山健二) (23 ديسمبر 1943، إيياما في اليابان)؛ روائي ياباني.

## الجوائز
- جائزة أكوتاغاوا

## روابط خارجية
- كينجي مارويوما على موقع IMDb (الإنجليزية)